# Boroldai
Boroldai (13. Jahrhundert) war ein General Batu Khans, mit dem er am Mongolensturm auf Ruthenien, Ungarn und Polen im 13. Jahrhundert teilnahm.

## Geschichte
Boroldai nahm 1238–1240 an der Schlacht am Sit und am Sturm auf Kiew teil. 1241 fiel er in Ungarn ein, wo er an der Schlacht bei Muhi kämpfte. Nach dem ersten Mongolensturm wurde er in den 1250er Jahren in Thronfolgekämpfe der Goldenen Horde verwickelt. Von 1259 bis 1260 leitete er den Zweiten Mongolensturm auf Polen, in dem er von Lublin, Sandomierz, Zawichost, Krakau bis nach Bytom vorstieß. Insbesondere in der Belagerung von Sandomierz ist die Grausamkeit seines Vorgehens nachweisbar. Nach 1259/1260 ist er nicht mehr in den Quellen greifbar. Möglicherweise fiel er 1263 in der Schlacht am Terek.